# Otello Bonvicini
Otello Bonvicini (Bologna, 27 maggio 1914 – Bologna, 19 aprile 1945) è stato un partigiano italiano.
Medaglia d'oro al valor militare alla memoria.

## Biografia
Attivo antifascista, nel 1938 era stato nominato segretario della Federazione giovanile socialista bolognese. Dopo l'8 settembre 1943 divenne comandante della III Brigata  "Matteotti" e rappresentante del Partito socialista nel Comando delle SAP di Bologna. Catturato dai fascisti sul finire del marzo 1945, fu torturato poi fucilato due giorni prima della Liberazione di Bologna, avvenuta il 21 aprile.